# Стамбени контејнери
Стамбени контејнери припадају групи модуларних објеката. Добили су назив „стамбени“ зато што имају функцију стамбеног простора, а реч „контејнер“ упућује на њихово порекло од теретних карго контејнера.
Стамбени контејнер је најчешће кутијастог облика, а основни модул је приближних димензија 6 x 2,4 x 2,6 м.
Основна конструкција је челични рам који прати ивице кутијастог облика, а у раму су уграђене подне, зидне и кровне облоге. На врховима и дну конструкције налазе се отвори за качење и утовар контејнера.
На зидовима контејнера се налазе врата и прозори, унутрашњост је опремљена инсталацијама, а у боље опремљеним верзијама има и комплетан намештај.
Стамбени контејнери се користе као:
1. стамбени објекти (када су спојени од више модула),
2. пословни павиљони, а често и као вртићи, школе, факултети,
3. мини продавнице, пекаре, објекти брзе хране,
4. портирнице и кућице за обезбеђење,
5. издвојени санитарни чворови (санитарни контејнер),
6. викендице и горњи делови викенд сплавова.

Слагањем два и више модула могу се градити веома комплексни и атрактивни објекти. Већи део изградње модула се изводи у фабрици, што доприноси брзини и квалитету градње.